# Brzozogaj (Gniezno)
Pour les articles homonymes, voir Brzozogaj.
Brzozogaj (prononciation : [bʐɔˈzɔɡai̯]) est un village polonais de la gmina de Kłecko dans le powiat de Gniezno de la voïvodie de Grande-Pologne dans le centre-ouest de la Pologne.
Il se situe à environ 6 kilomètres au sud-est de Kłecko (siège de la gmina), à 11 kilomètres au nord-ouest de Gniezno (siège du powiat) et à 44 kilomètres au nord-est de Poznań (capitale régionale).
Le village possédait une population de 100 habitants en 2008.

## Histoire
De 1975 à 1998, le village faisait partie du territoire de la voïvodie de Poznań.

Depuis 1999, Brzozogaj est situé dans la voïvodie de Grande-Pologne.